# Ipimorpha gracilis
Ipimorpha gracilis là một loài bướm đêm trong họ Noctuidae.